# Taal

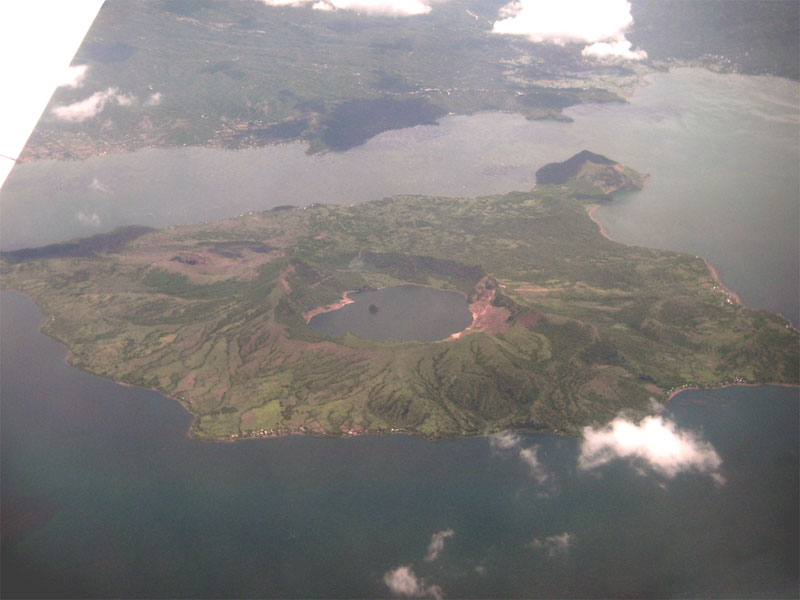
Fotografia aérea do vulcão Taal; o norte encontra-se do lado direito.

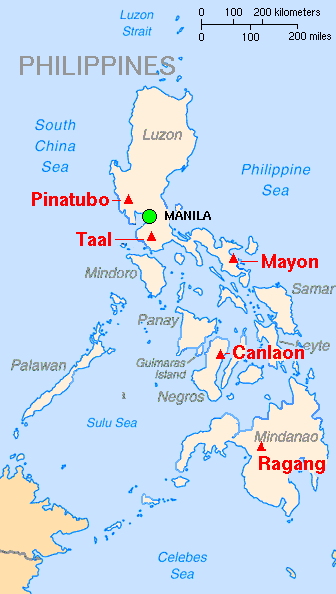
Mapa mostrando os principais vulcões das Filipinas.

O vulcão Taal é um estratovulcão ativo tipo peleano localizado na ilha de Luzon, nas Filipinas, entre as cidades de Talisay e San Nicolas, na província de Batangas. É uma ilha dentro do lago Taal, que por sua vez se situa dentro de uma caldeira formada por uma forte erupção antiga. Situa-se a cerca de 50 km da capital do país, Manila.
O vulcão teve diversas erupções violentas, tendo causado perda de vidas nas áreas povoadas em redor do lago, num total de cinco a seis mil vítimas até à actualidade. Devido à sua proximidade a áreas povoadas e história eruptiva, foi designado como Decade Volcano ("Vulcão da Década"), de modo a ser considerado de estudo importante para prevenção de desastres naturais futuros.

## História geológica

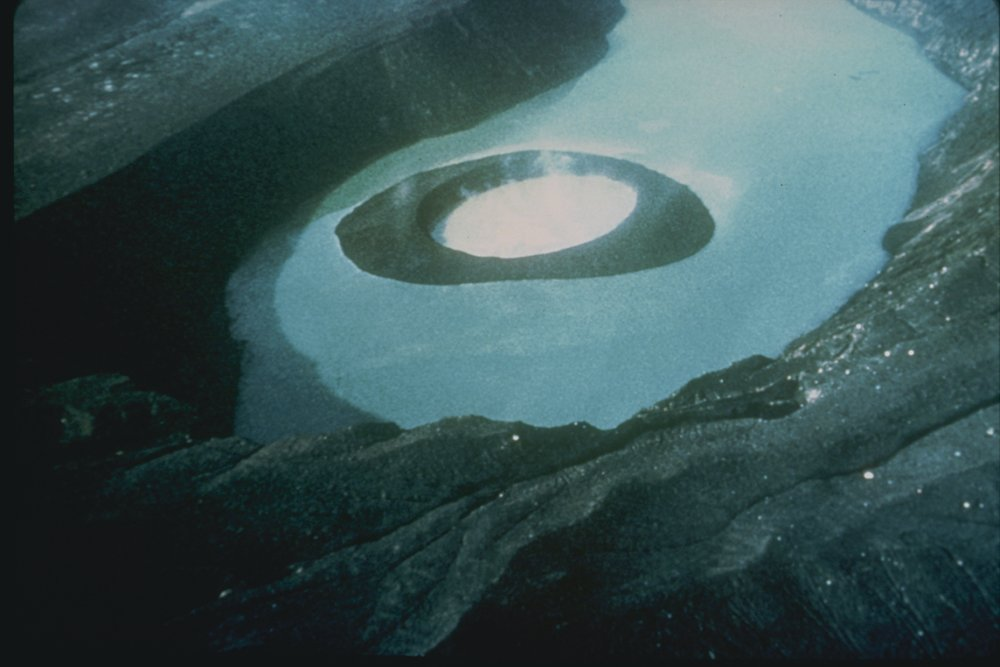
Cone de cinza na ilha do Vulcão, dentro do lago Taal.

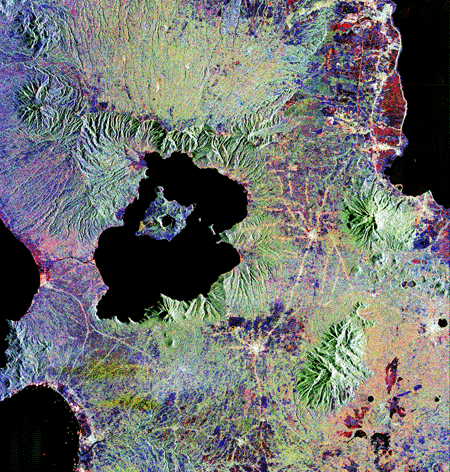
Imagem de satélite.

O vulcão Taal pertence a uma cadeia de vulcões que percorre o lado oeste da ilha de Luzon, formada pela subducção da placa Euro-Asiática por debaixo da placa das Filipinas. O lago Taal situa-se numa caldeira de 25–30 km de extensão, formada por quatro erupções explosivas há 500 000-100 000 anos atrás. As erupções originaram grandes depósitos de ignimbrito, que vão até locais tão longínquos como a actual localização de Manila.
Desde a formação da caldeira, erupções subsequentes criaram outra ilha vulcânica, dentro da caldeira, conhecida como Ilha do Vulcão. Esta ilha cobre uma área de cerca de 23 km² e consiste de cones e crateras sobrepostas. Foram identificados 47 cones e crateras diferentes nesta ilha.

## Lago da Cratera e Vulcan Point
A ilha do Vulcão contém um lago com cerca de 2 km de comprimento, designado Lago da Cratera. Dentro deste, existe outra pequena ilha vulcânica, Vulcan Point, que é a maior ilha dentro de um lago numa ilha também dentro de um lago, situado por sua vez numa ilha maior.

## Actividade recente

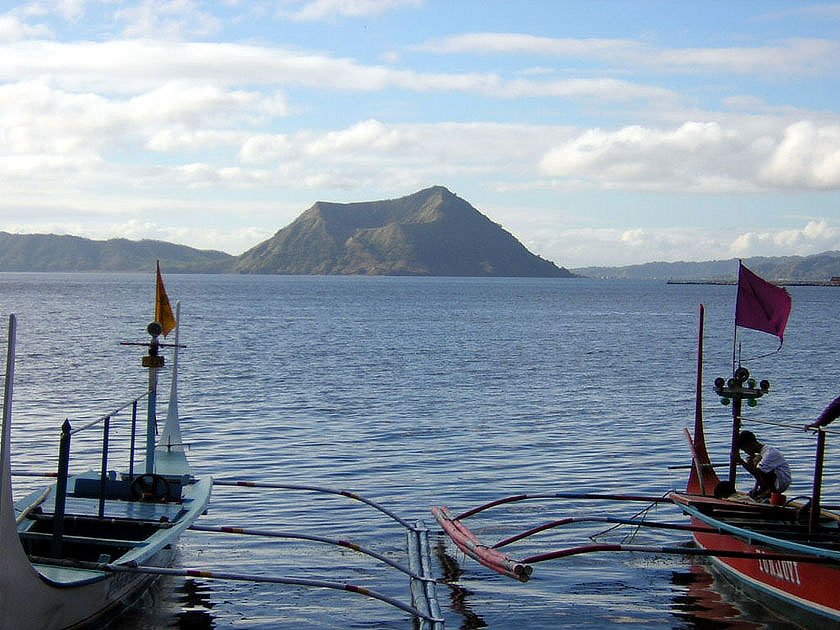
O lago Taal.

Foram registadas 33 erupções no Taal desde 1572. Uma das mais devastadoras ocorreu em 1911, que matou mais de mil pessoas. Os depósitos dessa erupção consistem em tefra de cor amarelada, bastante decomposta, com alto teor de enxofre.
O mais recente período de actividade durou entre 1965 e 1977, e foi caracterizado pela interacção do magma com a água do lago, produzindo violentas erupções hidromagmáticas. A erupção de 1965 originou o reconhecimento do fenómeno conhecido como base surge como sendo parte de processos de erupções vulcânicas. Este fenómeno aconteceu na erupção de 1965, acompanhada de fluxos piroclásticos que viajaram por vários quilómetros através do lago Taal e devastaram aldeias na margem, matando cerca de cem pessoas. A população da ilha foi evacuada apenas após o início da erupção. As erupções de 1968 e 1969 foram parcialmente do tipo estromboliano e produziram uma grande quantidade de lava, que atingiu a margem do lago Taal. A erupção de 1977 produziu apenas um pequeno cone de cinza dentro da cratera principal.
Embora o vulcão se encontrava em dormência desde 1977, tem mostrado sinais de atividade desde 1991, com forte atividade sísmica e fracturas no solo, assim como a formação de pequenos geysers de lama nalguns locais da ilha. Em 13 de Janeiro de 2020, entrou em erupção novamente após 43 anos.

## Precursores de erupção e actividade sísmica no Taal
Além da presença de actividade sísmica, outro indicador útil de previsão de erupção iminente é o aumento da temperatura no lago Taal. Antes da erupção de 1965, a temperatura do lago aumentou vários graus acima do normal. No entanto, este fenómeno não acontece sempre antes de uma erupção. Antes de algumas erupções, a dissolução de gases vulcânicos acídicos no lago resultou na morte de um elevado número de peixes.
Em Outubro de 1994 foi feita a observação na ilha do Vulcão de que a concentração do gás rádon no solo da ilha havia aumentado seis vezes, um aumento anómalo. 22 dias mais tarde, a 15 de Novembro, aconteceu um sismo de magnitude 7,1 na escala de Richter, com epicentro a cerca de 50 km a sul de Taal, ao largo da costa de Luzon.
Um tufão havia passado sobre a área alguns dias antes da medição do pico de concentração de rádon, mas quando o tufão Angela, um dos mais poderosos a assolar a área, passou na mesma zona de Luzon um ano mais tarde, não foi medido qualquer pico de rádon. Assim, os tufões foram desconsiderados como possível causa para a ocorrência de tal pico, havendo antes indícios de que o rádon seja proveniente da acumulação de stress que antecede um sismo.